# Axinella brondstedi
Axinella brondstedi är en svampdjursart som beskrevs av Patricia R. Bergquist 1970. Axinella brondstedi ingår i släktet Axinella och familjen Axinellidae.
Artens utbredningsområde är havet kring Nya Zeeland. Inga underarter finns listade i Catalogue of Life.